# PinePhone
El PinePhone es un teléfono inteligente, desarrollado por el fabricante de computadoras Pine64, destinado a permitir al usuario tener un control avanzado sobre el dispositivo. Las medidas para asegurar esto son ejecutar sistemas operativos móviles basados en GNU, ensamblar el teléfono con tornillos, para facilitar reparaciones y actualizaciones, e incluir seis interruptores de apagado / interruptores de seguridad para su hardware, a los que se puede acceder retirando la cubierta trasera del teléfono.
Por medio de un dock equipado de una interface HDMI, el PinePhone puede ser conectado a un monitor de computadora que se ejecuta como un segundo escritorio.

## Historia
Pine64 comenzó a recibir pedidos de la llamada versión gamma "BraveHeart" del PinePhone el 15 de noviembre de 2019, que fue destinada a desarrolladores de software, proporcionando sólo un firmware de prueba para que el usuario final pudiese probar el teléfono antes de instalar su un sistema operativo. En enero de 2020, Pine64 envió miles de teléfonos BraveHeart a sus primeros clientes.
En abril de 2020, la primera edición comunitaria del PinePhone comenzó a recibir pedidos y se envió en mayo de 2020 con Ubuntu Touch como el sistema operativo preinstalado. Esta edición inicialmente presentaba Ubuntu Touch como el sistema operativo preinstalado. En julio del mismo año se comercializó otra versión, esta vez con PostmarketOS. En septiembre siguiente se puso a la venta la edición con Manjaro.
Por cada venta de las versiones de "Edición Comunitaria" del teléfono, así como las de las contraportadas personalizadas, el proyecto de SO comunitario seleccionado por el comprador recibirá una donación de US$10.

## Características
1. +positivo
2. termistor
3. -negativo
4. terminal no conectada

Pine64 promete notablemente 5 años de producción, en contraste con la mayoría de los fabricantes de teléfonos inteligentes que normalmente producen de 1 a 3 años, y no garantizan la vida útil de su producción al momento de su lanzamiento. Una larga vida de producción y compartir una plataforma común de A64 con la tableta PineTab y las placas Pine A64 tiene como objetivo animar a los aficionados a crear mods y proyectos de bricolaje basados en el PinePhone.
Sus dimensiones son 160.5mm x 76.6mm x 9.2mm y pesa 185 gramos.

### Hardware
El PinePhone tiene 2GB o 3GB de RAM, un SoC de cuatro núcleos, 16GB o 32GB de eMMC, panel LCD IPS de 1440x720, USB-C con carga rápida y modo de salida de video alternativo. Además, su batería es removible sin herramientas.
El PinePhone utiliza chips de banda base celular y WiFi/Bluetooth separados y conmutadores de hardware kill que dan como resultado placas de circuito impreso (PCB) más grandes y menos eficiencia energética en comparación con el teléfono Android estándar que utiliza un sistema integrado en un chip, como el Snapdragon, Helio o Exynos.
Pine64 es el segundo fabricante de teléfonos (después de OpenMoko) que ofrece el arranque desde una tarjeta microSD, que permite a los usuarios probar múltiples sistemas operativos, antes de instalarse en la memoria Flash interna.
Otra característica distintiva del PinePhone es el conector I2C de 6 pogos bajo la cubierta trasera, que puede ser usado para agregar modificaciones al teléfono. Pine64 ha reportado que está desarrollando 3 mods, que incluyen un teclado físico, una batería de 5000 mAh y carga inalámbrica.
El PinePhone tiene 6 interruptores DIP bajo la cubierta trasera, los primeros cinco de los cuales apagan los siguientes componentes:
- Módem celular/GNSS
- WiFi/Bluetooth
- Micrófono
- Cámara trasera
- Cámara frontal

El sexto interruptor DIP convertirá la toma de auriculares de 3,5 mm en un puerto serie UART, que es la primera vez que este tipo de interruptor se incluye en un teléfono móvil.

### Sistemas operativos
El PinePhone se basa en sistemas operativos de código abierto impulsados por la comunidad. Debido a que estos proyectos de sistemas operativos comunitarios estuvieron involucrados en el desarrollo del PinePhone, ha sido portado a 16 diferentes distribuciones de GNU/Linux y 7 diferentes interfaces gráficas de usuario, a partir de junio de 2020, como Ubuntu Touch de UBports, postmarketOS, Mobian, LuneOS, Nemo Mobile y Maemo Leste, etc. Debido a que Pine64 no incurre en gastos de desarrollo de software, el precio de venta del PinePhone es menor en comparación con otros teléfonos.
El único software propietario en el sistema de archivos de GNU/Linux de PinePhone es el firmware para el Realtek RTL8723CS WiFi/Bluetooth y el firmware opcional de autoenfoque para la cámara trasera OmniVision OV6540 (que ninguno de los puertos preinstalan actualmente). Aunque el PinePhone está diseñado para utilizar software de código abierto en sus controladores y su cargador de arranque, es casi imposible encontrar componentes, como el módem celular, GNSS, WiFi y Bluetooth, que no contengan blobs propietarios. Por esta razón, el PinePhone aísla estos componentes comunicándose a través de protocolos seriales, como USB 2.0, I2S y SDIO, que no permiten el acceso directo a la memoria (DMA), y ofrece interruptores de separación de energía para ellos. De esta manera, los blobs siguen siendo necesarios para el funcionamiento de estas radios, pero se aíslan o incluso se quitan físicamente del sistema principal independiente.

## Recepción
En noviembre de 2019, Phillip Prado, de la Autoridad de Android, dijo que el PinePhone tenía el potencial de "expandir nuestra imaginación sobre cómo podría ser la computación móvil", pero no esperaba que reemplazara al dispositivo Android de todo el mundo. La revista Linux Magazine explicó los diferentes sistemas operativos, y el apoyo de la comunidad.
En diciembre de 2019, Martins D. Okoi de FossMint dijo que la primera edición del PinePhone está dirigida a los usuarios conocedores de GNU que quieran probar las versiones beta del sistema operativo, pero la versión para usuarios generales debería estar disponible en marzo de 2020.
En enero de 2020, ZDNet llamó "prometedor" al hardware de PinePhone y señaló seis interruptores de hardware para el módem, GPS, Wi-Fi, Bluetooth, micrófono y cámaras.
Ars Technica habló de los inusuales puertos externos del teléfono, ofreciendo I2C, GPIO y serie.